# Esparsetten-Widderchen
Das Esparsetten-Widderchen oder Krainer Widderchen (Zygaena carniolica) ist ein Schmetterling (Nachtfalter) aus der Familie der Widderchen (Zygaenidae). Sowohl die Raupen als auch die erwachsenen Tiere sind giftig und dokumentieren dies für Fressfeinde mit Hilfe ihrer auffälligen Warnfärbung. Die Art wurde in Deutschland und Österreich zum „Insekt des Jahres 2008“ gewählt.

## Merkmale
Das Esparsetten-Widderchen erreicht eine Körperlänge von etwa 35 Millimeter, eine Flügellänge von 12 bis 16 Millimeter und eine Flügelspannweite von 35 bis 40 Millimeter. Es ist wegen seiner charakteristischen Zeichnung auf den Vorderflügeln – die 5 oder 6 roten Flecken auf schwarzem Grund sind weißlichgelb umrandet – in Mitteleuropa meist recht eindeutig von anderen im Volksmund auch „Blutströpfchen“ genannten Widderchen-Arten zu unterscheiden. Die helle Umrandung kann jedoch manchmal schwach ausfallen oder ganz fehlen und die Farbintensität der roten Flecken kann variieren. Die kleineren Hinterflügel sind rot mit einer schwarzen Umrandung.

### Ähnliche Arten
- Zygaena algira Boisduval, 1834 (Nordafrika)
- Zygaena maroccana Rothschild, 1917 (Marokko, sonst. Nordafrika)
- Zygaena occitanica (de Villers, 1789) – (Südfrankreich, Italien)
- Zygaena orana Duponchel, 1835 (Nordafrika)
- Zygaena youngi Rothschild, 1926 (Nordafrika)

## Lebensweise

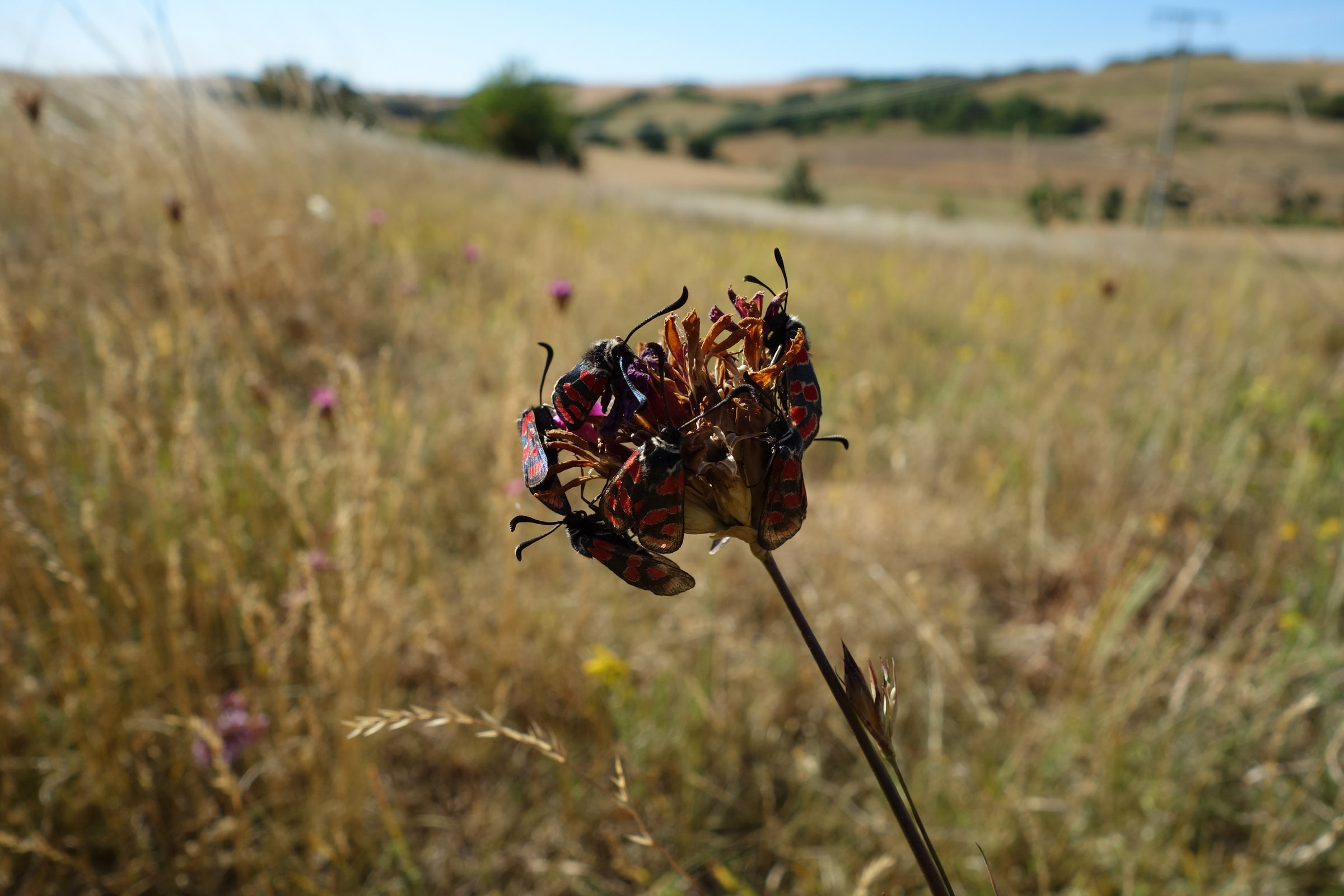
Einige Esparsetten-Widderchen auf „Parkstation“

Die Art bildet eine Generation, deren Flugzeit je nach Höhenlage von Juni bis Ende August reicht, wobei das einzelne Imago des Esparsetten-Widderchens eine Lebenserwartung von höchstens zwei Wochen hat. Die Falter sind eher träge Flieger; man findet sie oft zu mehreren auf einer Blüte versammelt. Erwähnenswert ist die Bildung sogenannter abendlicher „Parkstationen“, bei denen die Falter zu mehreren, dicht aneinander geschmiegt die Nacht verbringen. Dabei versammeln sich entweder männliche oder weibliche Tiere auf bestimmten Blüten oder dürren Halmen, obwohl ähnliche Blüten bzw. Halme in unmittelbarer Nähe unbesetzt bleiben. Der Auslöser für diesen Effekt wurde bisher noch nicht näher erforscht. Die Geschlechterfindung funktioniert bei Zygaena carniolica problemlos; oft kommt es unmittelbar nach dem Schlupf des Weibchens – noch bevor die Flügel vollständig entfaltet oder erhärtet sind – zur Kopula. Sie findet in diesem Falle in unmittelbarer Nähe des Schlupfortes statt. Mehrfachbegattungen sind üblich.
Die Raupen sind bis zu 20 mm lang und von gelblicher bis hellgrüner Farbe. Sie schlüpfen im August aus dem Ei und sind im Mai des folgenden Jahres ausgewachsen. Zu den Nahrungspflanzen der Raupen zählen Esparsette (Onobrychis viciifolia) und Hornklee (Lotus corniculatus). An einem Pflanzenstängel verpuppen sich die ausgewachsenen Raupen und schlüpfen ab Ende Mai aus dem Kokon.

### Aposematismus
Im Gewebe der Esparsetten-Widderchen, sowohl der Raupen, wie der Adulttiere, befinden sich Toxine wie cyanogene Glycoside. Cyanogene Glycoside stammen hauptsächlich von aufgenommenem Hornklee, das Toxin wird sequestriert. Bei ihrem Abbau setzen cyanogene Glykoside hochgiftigen Cyanwasserstoff frei. Neben den Toxinen enthalten Esparsetten-Widderchen auch die in vielen Organismen wirksame Neurotransmitter Acetylcholin und Histamin, die im zentralen Nervensystem der meisten Wirbeltiere für gesteigerte Schmerzempfindung sorgen. Widderchen sind daher für eventuelle Fressfeinde ungenießbar.
Vor seiner Giftigkeit warnt das Esparsetten-Widderchen mit seiner markanten und auffallenden Färbung; dieses im Tierreich verbreitete Phänomen wird als Aposematismus bezeichnet.

## Verbreitung und Gefährdung
Das Verbreitungsgebiet des Esparsetten-Widderchens reicht von Südfrankreich, Sizilien, dem Balkan, Kleinasien bis ins iranische Elbrusgebirge. Die Art ist auch auf den Adriatischen, Ionischen und einigen Ägäischen Inseln verbreitet. Im Norden ist das Esparsetten-Widderchen bis Belarus, Norddeutschland und Pommern beheimatet.
Das Esparsetten-Widderchen steht bundesweit auf der Vorwarnliste zur Roten Liste, in mehreren Bundesländern wie Rheinland-Pfalz, Sachsen, Nordrhein-Westfalen steht es als „gefährdet“ oder „stark gefährdet“ auf den Roten Listen.

## Systematik
Die in Europa vorkommenden Unterarten sind:
- Zygaena carniolica albarracina Staudinger, 1887
- Zygaena carniolica amanda Reiss, 1921
- Zygaena carniolica amistosa Aistleitner & Lencina
- Zygaena carniolica apennina Turati, 1884
- Zygaena carniolica berolinensis Lederer, 1853
- Zygaena carniolica carniolica (Scopoli, 1763)
- Zygaena carniolica cruenta (Pallas, 1773)
- Zygaena carniolica descimonti Lucas, 1959
- Zygaena carniolica diniensis Herrich-Schäffer, 1852
- Zygaena carniolica flaveola (Esper 1786)
- Zygaena carniolica graeca Staudinger, 1870
- Zygaena carniolica hedysari (Hübner, 1796)
- Zygaena carniolica leonhardi Reiss, 1921
- Zygaena carniolica magdalenae Abeille, 1909
- Zygaena carniolica modesta Burgeff, 1914
- Zygaena carniolica moraulti Holik, 1938
- Zygaena carniolica rhaeticola Burgeff, 1926
- Zygaena carniolica roccii Verity, 1920
- Zygaena carniolica siciliana Reiss, 1921
- Zygaena carniolica virginea (Müller, 1766)
- Zygaena carniolica wiedemannii Ménétriés, 1839